# Ormosia howii
Ormosia howii е изчезнал вид растение от семейство Бобови (Fabaceae).

## Разпространение
Видът е бил разпространен в Китай.